# Anathetis
Anathetis is een geslacht van vlinders van de familie uilen (Noctuidae), uit de onderfamilie Amphipyrinae.

## Soorten
- Anathetis atrirena (Hampson, 1902)
- Anathetis diversa Berio, 1976
- Anathetis melanofascia Janse, 1938